# 羅伯特·庫西
羅伯特·庫西（法語：Roberte Cusey，1907年3月18日—1946年6月9日）出生於法國的巴黎十七區，是1927年的法國小姐。

## 生平
過去的法國小姐都以「 La plus belle femme de France」（法國最美麗的女人）稱呼，直到她這一屆才正名是法國小姐。摘冠之後她拍過兩部法國電影，但是星途不順最終仍選擇本業製帽師。

## 相關連結
IMDb：Roberte Cusey